# HMS Fearless (L10)
El HMS Fearless (L10) fue un buque plataforma de desembarco perteneciente a la Marina Real británica que sirvió entre 1965 y 2003. Formaba parte de la clase Fearless junto con el HMS Intrepid. Fue el último buque de superficie de la Marina Real propulsado por vapor. Se lo retiró de servicio en 2003.

## Historia
El Fearless fue buque líder de su clase, a la que perteneció otro buque: el HMS Intrepid. Fue construido por Harland & Wolff Ltd., que puso la quilla el 25 de julio de 1962 y botó el casco el 19 de diciembre de 1963. La Marina Real recibió el buque terminado el 25 de noviembre de 1965.
Tenía una eslora total de 158,5 m, una manga de 24,4 m y un calado de 6,3 m. Desplazaba 11 060 t con carga normal y 12 120 t con carga plena. Estaba propulsado por dos turbinas de vapor con engranajes de 22 000 shp de potencia.
Tenía capacidad para transportar de 380 a 400 tropas, cuatro LCM, cuatro LCVP y 15 tanques. En su cubierta de vuelo podían operar hasta cinco helicópteros Wessex.

### Guerra de las Malvinas

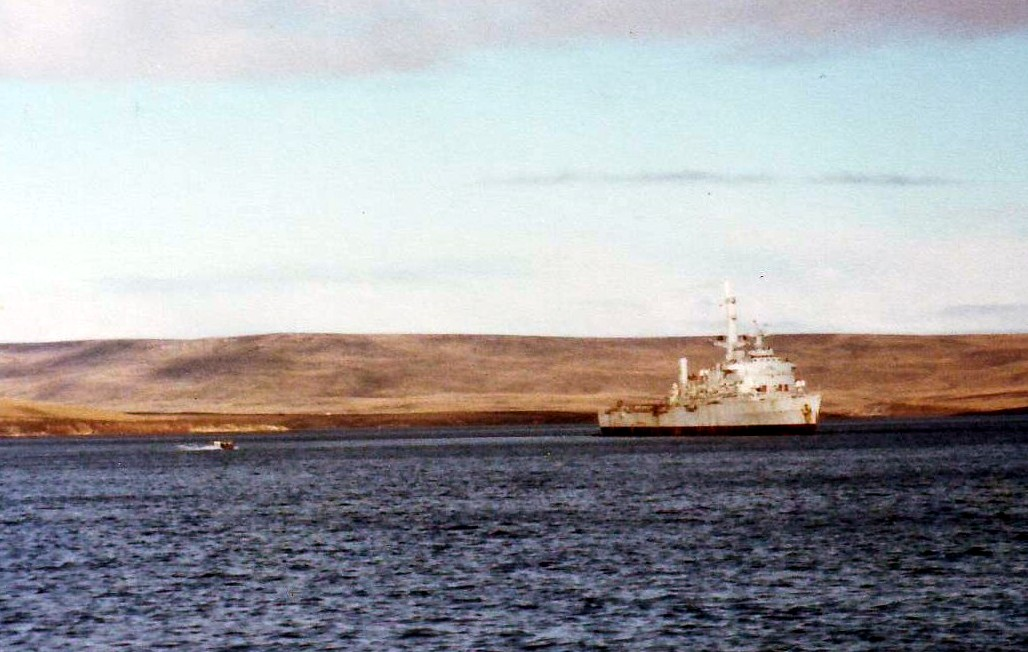
El HMS Fearless en las Islas Malvinas

El 2 de abril de 1982 y con la Operación Rosario, inició la guerra de las Malvinas, entre la Argentina y el Reino Unido. El Gobierno del Reino Unido formó la Fuerza de Tareas 317, con el objetivo de restituir el gobierno británico en las islas. La empresa militar se denominó Operación Corporate.
A partir del 21 de mayo de 1982, el Fearless participó de la Operación Sutton, el desembarco en la bahía San Carlos.
Una lancha del L10 rescató a un aviador de A-4C Skyhawk de la Fuerza Aérea Sur derribado.
Durante el ataque aéreo de bahía Agradable, la lancha Foxtrot 4 del Fearless resultó destruida tras ser bombardeada por un A-4P Skyhawk.
El buque causó baja en 2003.